# NGC 47
NGC 47(또는 NGC 58)은 고래자리 방향에 위치한 막대나선은하이다. 1886년에 천문학자인 템펠이 발견했다.